# Margarida de Foix
Margarida de Foix (em francês: Marguerite; Clisson, 1453 — Nantes, 15 de maio de 1486) era uma dos nove filhos de Gastão IV, Conde de Foix, e de Leonor de Navarra.

## Biografia
Em 27 de janeiro de 1471, em Clisson, casou com Francisco II, duque da Bretanha, com quem teve duas filhas:
- Ana (Castelo de Nantes, 27 de janeiro de 1486 - Castelo de Blois, 9 de janeiro de 1514), herdeira do ducado e, por duas vezes, rainha consorte da França;
- Isabel (1481, antes de 10 de maio - Rennes, 24 de agosto de 1490), que morreu nova, sepultada na Catedral de Rennes.

Morreu em Clisson, aos 28 anos. Ela e seu esposo foram sepultados numa tumba magnífica, com duas estátuas suas esculpidas por Michel Colombe entre 1502 e 1507, na Catedral de Nantes.